# Ragnarǫk

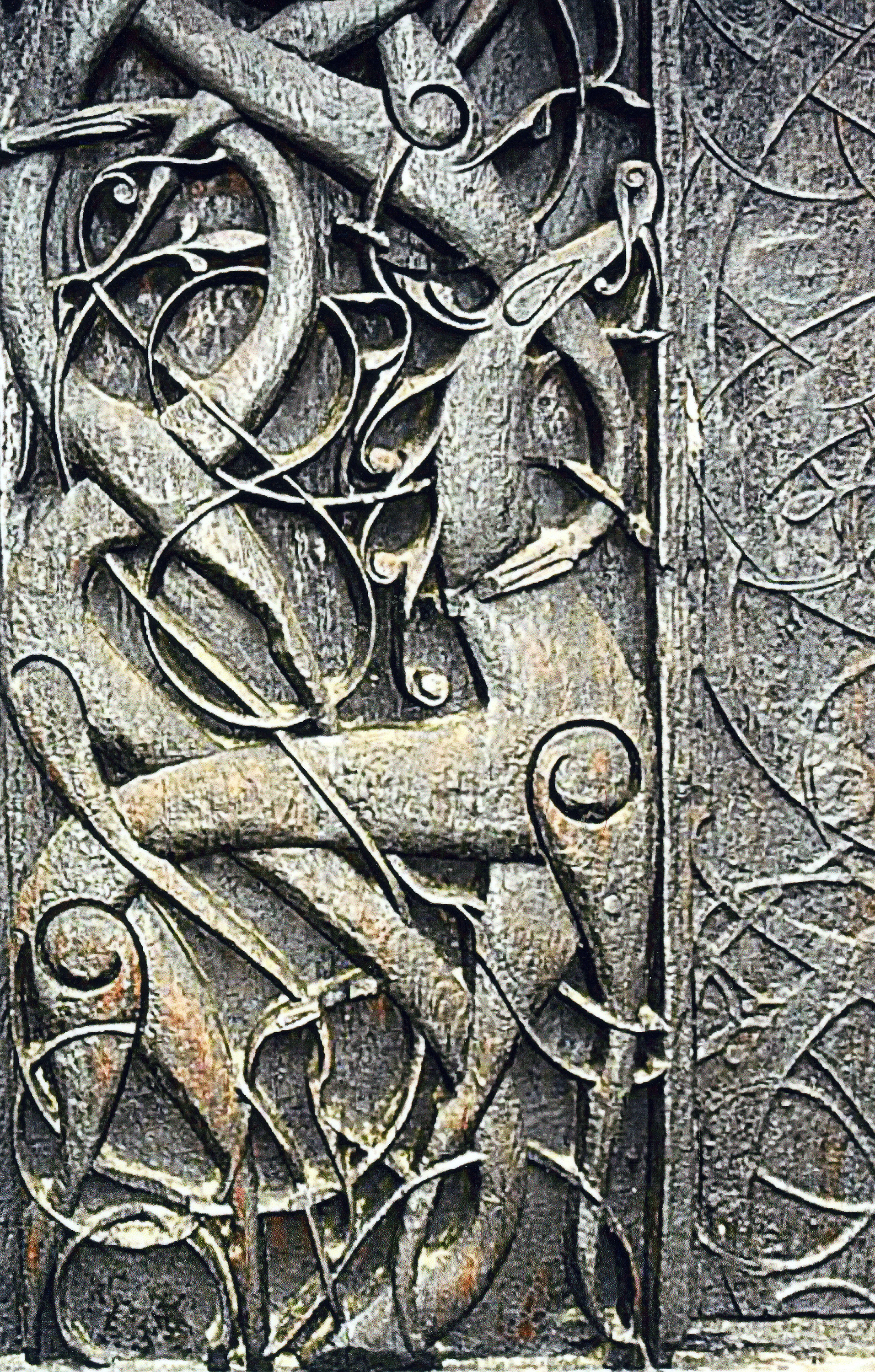
Il portale nord della stavkirke di Urnes (XI secolo): i serpenti e i draghi attorcigliati rappresentano la fine del mondo secondo la leggenda nordica dei Ragnarök.

Il termine Ragnarǫk (dal norreno Ragnarǫk, pronunciato [ˈrɑɣnɑˌrɔk] e significante letteralmente "destino degli dèi"; , italianizzato in Ragnarocco , è documentata anche la variante Ragnarøkkr, pronunciata [ˈrɑɣnɑˌrøkːz̠]) indica, nella mitologia norrena, una serie di eventi catastrofici ed escatologici che provocheranno un'apocalisse nei nove mondi della mitologia nordica e ne causeranno la fine ma anche la rinascita. Tra questi eventi catastrofici spicca una grande e famosa battaglia finale tra le potenze della luce e dell'ordine e quelle delle tenebre e del caos, la quale avvererà la morte di un certo numero di importanti personaggi del ciclo mitologico (come Odino, Thor, Týr, Freyr, Heimdallr e Loki) e, preceduta da varie calamità naturali, sarà succeduta dall'incendio e dalla sommersione del mondo nell'acqua cosmica, dalla caduta degli astri e dal collasso della volta celeste, fino alla fine del creato. Ciononostante, la parola indica anche la rigenerazione del mondo distrutto, caratterizzata da un'età felice, una nuova dinastia divina e una rinnovata progenie umana: infatti, conclusi tali eventi apocalittici, si racconta che il nuovo mondo riemergerà purificato e ubertoso, che gli dèi sopravvissuti allo scontro e quelli resuscitati e reduci dall'oltretomba si riuniranno in alleanza e che la terra sarà ripopolata da Líf e Lífþrasir, una coppia di esseri umani scampati alla devastazione grazie al rifugio offerto da una misteriosa foresta.
Questo concetto terminativo e palingenetico costituisce un episodio cruciale ed enigmatico della mitologia norrena ed è stato oggetto di dibattiti, dissertazioni e teorie in ambito accademico lungo tutta la storia degli studi di filologia germanica.

## Etimologia e storia del termine
Il composto norreno ragnarǫk, frutto dell'univerbazione di un sintagma cristallizzatosi nel tempo, ha una lunga storia di interpretazioni ed etimologie proposte. Il primo elemento, ragna, è sicuramente da individuare come il genitivo plurale di regin, un sostantivo neutro declinabile solo al plurale, significante letteralmente "(coloro che esprimono) giudizi, (coloro che prendono) decisioni" e, in senso più ampio, "autorità, divinità"; ad ogni modo, l'esatta semasiologia del termine rimane in dubbio. Il secondo elemento, rǫk, è più problematico, poiché ricorre in due varianti, -rök e -røkkr. Scrivendo all'inizio del XX secolo, il filologo Geir Zoëga tratta le due forme come due composti separati, glossando ragnarök come "il destino o la distruzione degli dei" e ragnarøkkr come "il crepuscolo degli dei". Il sostantivo plurale rök ha diversi significati, tra cui "sviluppo, origine, causa, relazione, destino". La parola ragnarök nel suo insieme viene quindi solitamente interpretata come "destino finale degli dei".
La forma singolare ragnarøk(k)r si trova in una strofa del poema dell'Edda poetica Lokasenna e nell'Edda in prosa. Il sostantivo røk(k)r significa "crepuscolo" (dal verbo røkkva "diventare buio"), suggerendo una traduzione "crepuscolo degli dei". Questa lettura è stata ampiamente considerata un risultato dell'etimologia popolare, o una dotta reinterpretazione del termine originale a causa della fusione di /ɔ/ (scritto ǫ) e /ø/ (scritto ø) in antico islandese dopo gli inizi del Duecento (dando comunque origine al calco Götterdämmerung "Crepuscolo degli Dei" nella ricezione tedesca della mitologia norrena).
In islandese moderno i due termini sono diventati, rispettivamente, Ragnarök e Ragnarökkur, quest'ultimo pronunciato [ˈrɑɣnɑˌrœhkʏr].
Il termine probabilmente più antico è ragnarǫk, che significa "fato degli dèi". Ragnarøkkr significa invece 'crepuscolo degli dèi. Gli storici hanno corretto quest'ultima traduzione; in particolare il francese Claude Lecouteux, ha sostenuto che il significato originario sia "giudizio delle potenze".

## Fonti mitologiche
La narrazione dell'evento è riportata principalmente dall'Edda poetica (in islandese: Ljóða Edda), silloge di carmi compilata nel XIII secolo a partire da precedenti fonti della tradizione germanica, e dall'Edda in prosa (in islandese: Snorra Edda), anch'essa del XIII secolo e scritta da Snorri Sturluson. Nell'opera di Snorri e in un singolo poema dell'Edda poetica ci si riferisce ad esso chiamandolo Ragnarøkkr, un nome, traducibile come "Crepuscolo degli dèi", reso popolare dal compositore ottocentesco Richard Wagner grazie all'ultimo dei quattro drammi musicali facenti parte della sua tetralogia L'anello del Nibelungo (in tedesco: Der Ring des Nibelungen), il cui titolo originale Götterdämmerung è l'esatta traduzione in tedesco del norreno Ragnarøkkr.

## Svolgimento dei Ragnarǫk
(strofa XLVI, Canto della Vǫluspá)
I Ragnarǫk (la parola è plurale) ci sono noti principalmente da tre fonti:

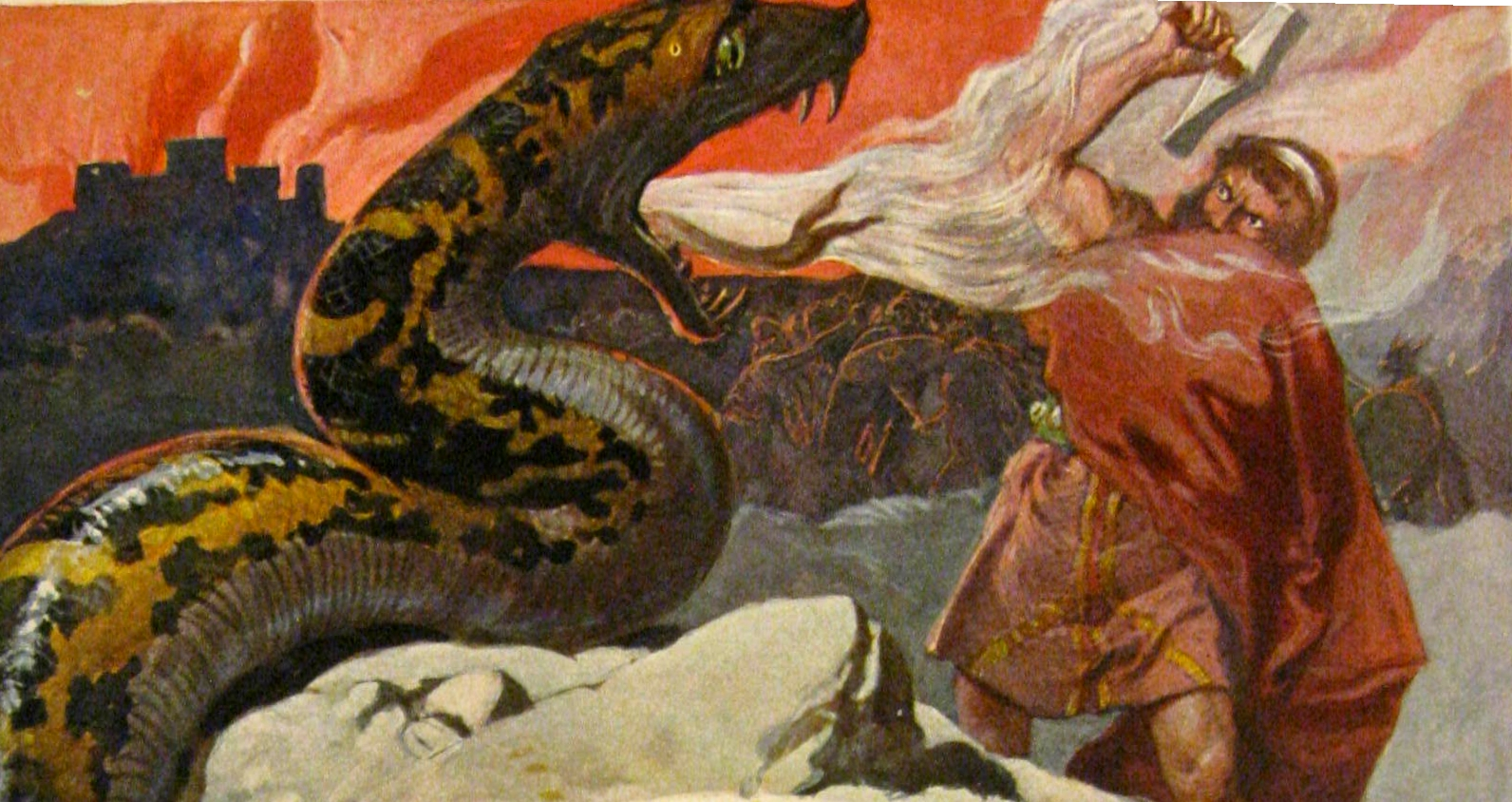
la battaglia finale tra Thor e Miðgarðsormr

- Vǫluspá (profezia della veggente);
- Vafþrúðnismál (il discorso di Vafþrúðnir);
- Gylfaginning (Inganno di Gylfi).

Le fonti sui Ragnarǫk, come quasi tutte quelle sulla mitologia norrena, sono frammentarie, confuse, contraddittorie, ricche di riferimenti criptici e spesso quasi incomprensibili nella loro laconicità. I Ragnarǫk verranno preceduti dal Fimbulvetr, un inverno della durata di tre stagioni senza l'estate in mezzo, dopo ci saranno altri tre inverni nell'arco di grandi battaglie in tutto il mondo.
Spariranno quindi Sól (il Sole) e Máni (la Luna): i due lupi (Skǫll e Hati) che, nel corso del tempo, perennemente inseguivano i due astri finalmente li raggiungeranno, divorandoli, privando il mondo della luce naturale. Anche le stelle si spegneranno. Yggdrasill, l'albero cosmico, si scuoterà e tutti i confini saranno sciolti: terremoti, alluvioni e catastrofi naturali.
Le creature del caos attaccheranno il mondo: Fenrir il lupo verrà liberato dalla sua catena, mentre il Miðgarðsormr emergerà dalle profondità delle acque. La nave Naglfar leverà le ancore per trasportare le potenze della distruzione alla battaglia, guidate da Hel. Al timone ci sarà il dio Loki.
I misteriosi Múspellsmegir cavalcheranno su Bifrǫst, il ponte dell'arcobaleno, facendolo crollare. Heimdallr, il bianco dio della sorveglianza, soffierà il suo corno, il Gjallarhorn, per chiamare allo scontro finale Odino, le altre divinità, e i guerrieri del Valhalla (gli Einherjar).
Nel grande combattimento finale, che avverrà nella pianura di Vígríðr, ogni divinità si scontrerà con la propria nemesi, in una distruzione reciproca. Il lupo Fenrir divorerà Odino, che quindi sarà vendicato da suo figlio Viðarr. Týr e il cane infernale Garmr si uccideranno a vicenda. Surtr abbatterà Freyr, mentre Thor morirà dopo aver ucciso Jǫrmungand, esalando l'ultimo respiro per i veleni di quest'ultimo.
L'ultimo duello sarà tra Heimdallr (che prima, pero', uccide Hel) e Loki, che si uccideranno a vicenda, quindi il gigante del fuoco Surtr, proveniente da Múspellsheimr, darà fuoco al mondo con la sua spada fiammeggiante, poi si creerà un'inondazione che spazzerà via e ucciderà i sopravvissuti, tra cui lo stesso Surtr.
Odino poi sarà resuscitato dopo che Viðarr avrà ucciso Fenrir e liberato il corpo rimasto di Odino all'interno del mostro.
Di seguito, dalle ceneri e dalle acque, il mondo risorgerà. I figli di Odino e di Heimdallr, Viðarr e Váli, e i figli di Thor, Móði e Magni, erediteranno i poteri dei padri. Baldr, il dio della luce, con sua moglie Nanna e suo fratello Hǫðr torneranno da Hel, il regno della morte. Troveranno, nell'erba dei nuovi prati, le pedine degli scacchi con cui giocavano gli dei scomparsi. La stirpe umana verrà rigenerata da una nuova coppia originaria, Líf e Lífþrasir ("nomi parlanti" che in norreno significano, rispettivamente, "vita" e "anelito di vita; [colei che prova] amore per Líf"), sopravvissuti nascondendosi nel bosco di Hoddmímir o nel frassino Yggdrasill a seconda dei culti.
La rinascita del mondo è tuttavia adombrata dal volo, alto nel cielo, di Níðhǫggr, la serpe di Niðafjoll, misteriosa creatura che fra le piume porterà dei cadaveri.

## Interpretazioni dei Ragnarǫk
L'assenza di paralleli corrispettivi escatologici nelle altre mitologie europee, cioè la mancanza di narrazioni sulla fine del mondo, ad esempio, in ambiente greco o romano, ha portato diversi studiosi a ipotizzare influssi più o meno decisi, nei Ragnarǫk, dell'immaginario cristiano, in particolare dall'Apocalisse di Giovanni. L'ipotesi sarebbe corroborata dal fatto che la mitologia norrena sia stata codificata quasi interamente in seguito all'arrivo del Cristianesimo nell'Europa settentrionale. Priva di riscontri oggettivi, la tesi è congetturale.
Da parte sua, lo storico delle religioni e filologo francese Georges Dumézil, studioso in particolare delle credenze e mitologie degli antichi popoli indoeuropei, mise in luce le forti somiglianze tra i Ragnarǫk e la Guerra di Kurukṣetra, combattuta - secondo l'epopea induista del Mahābhārata - tra le due stirpi rivali dei Pandava e Kaurava. Così come il Ragnarǫk sarebbe posto nel futuro, l'analoga battaglia epocale del Mahābhārata si trova nel passato.

Allo stesso modo, è forse dunque possibile scorgere come corrispettivo dei Ragnarǫk in area mediterranea la gigantomachia o la titanomachia, che vedono contrapposti gli dei olimpici guidati dal loro re, Zeus, contro creature deformi e caotiche.

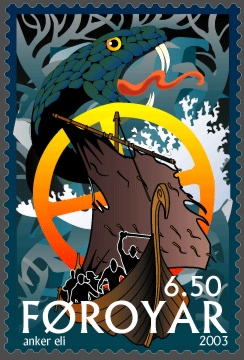
Francobollo commemorativo delle Isole Fær Øer: Vǫluspá - Intro to Ragnarok, Anker Eli Petersen, 24 febbraio 2003
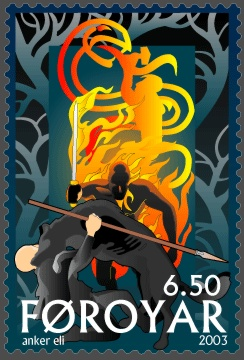
Francobollo commemorativo delle Isole Fær Øer: Vǫluspá - The Death of Odin, Anker Eli Petersen, 24 febbraio 2003

## Ragnarok nella cultura di massa
- Il Ragnarok è l'evento fulcro del videogioco God of War Ragnarok.
- Nel film Thor: Ragnarok, il protagonista Thor cerca inizialmente di scongiurare la profezia del Ragnarok, ma alla fine dovrà, con l'aiuto del fratellastro Loki, provocarne l'inizio per distruggere Asgard e uccidere la loro sorella maggiore Hela; tuttavia, il popolo di Asgard sopravviverà salendo su una nave per dirigersi a Midgard (la Terra).
- La serie televisiva danese-norvegese Ragnarok rivisita in chiave moderna gli eventi del Ragnarok.
- Nella trilogia di Rick Riordan Magnus Chase e gli Dei di Asgard il protagonista deve rimandare il più possibile il Ragnarok
- Il cantante Bruce Dickinson ha scritto il brano Afterglow Of Ragnarok, incluso nel suo settimo album in studio The Mandrake Project.
- Ragnarok è il night club dove Jack Lupino si rintana nel livello "Uno spietato vendicatore solitario" di Max Payne, effettuando evocazioni demoniache ed esoteriche mentre Max affronta i suoi tirapiedi. Tra gli appunti dello psicopatico boss, ci sono anche appunti sul Ragnarok e sulla mitologia norrena.

### Esplicative
1. ↑  Regin deriva dal protogermanico *raginą "consiglio, delibera", un vocabolo ricostruito di genere neutro e declinabile anche al singolare, attestato per la prima volta in Scandinavia nel composto proto-norreno ᚱᚨᚷᛁᚾᚨᚲᚢᛞᛟ (in alfabeto runico: raginakudo, cioè "di origine divina, soprannaturale, sacro"; in norreno la parola diventa reginkunnr). *Raginą si è così evoluto in norreno a causa della metafonesi palatale innescata dalla seguente i (in inglese tale fenomeno è conosciuto come i-umlaut o i-mutation), che ha alzato il timbro vocalico nel passaggio a>e, e a causa della successiva apocope di a finale per effetto della forte attrazione esercitata dall'accento protosillabico, cioè fisso sulla prima sillaba. Sembra che *raginą possa essere l'esito protogermanico di *Hrokéno-, una radice lessicale posteriore alla fase indoeuropea comune ma non ancora distintamente germanica, che avrebbe dato *raginą attraverso: la perdita della laringale iniziale indoeuropea; il passaggio dall'indoeuropea /ŏ/ (e /ă/) alla protogermanica /ă/; la legge di Verner (evidente nel passaggio *k>g); il restringimento vocalico (col passaggio *e>i, riscontrato anche nel gotico 𐍂𐌰𐌲𐌹𐌽 ragin, avente significato simile a regin). Infine, *Hrokéno- può risalire alla radice verbale protoindoeuropea, di grado forte, *Hrok- e quindi a quella, di grado normale, *Hrek- "parlare, pronunciarsi", ritrovabile anche nel paleoslavo рокъ rokŭ "tempo, termine; definizione" e nel russo рок rok "destino, giudizio". Vedi: Kroonen, p. 597.

### Bibliografiche
1. ↑  (EN) "Ragnarok", su ahdictionary.com. URL consultato il 13 dicembre 2021.
2. ↑   Ragnarök, in Treccani.it – Enciclopedie on line, Roma, Istituto dell'Enciclopedia Italiana.
3. ↑  Alcuni esempi d'uso:
  -  Frithiof Poema di Isaia Tegnér. Prima versione italiana dal testo originale scandinavo-suedese per opera dell'abate Alessandro Bazzani, 1851,  pp. 68.
4. ↑  (EN) "Ragna-" (PDF), su css4.pub,  p. 408. URL consultato l'8 dicembre 2021.
5. ↑   Bruno Vignola, CREPUSCOLO DEGLI DEI, in Enciclopedia Italiana, Roma, Istituto dell'Enciclopedia Italiana, 1931.
6. ↑  (EN) Ragnarok, su norse-mythology.org. URL consultato il 13 dicembre 2021.
7. ↑  Orel, p. 294.
8. ↑  Bernharðsson, p. 25.
9. ↑  Morey Sturtevant, pp. 257-258.
10. ↑   Edda, canti dell', in Treccani.it – Enciclopedie on line, Roma, Istituto dell'Enciclopedia Italiana.
11. ↑  (EN) Gotterdammerung (n.), su etymonline.com. URL consultato il 13 dicembre 2021.
12. ↑  Turville-Petre, p. 280.
13. ↑  Simek, p. 189.

### Testi in italiano
- (IT, NON) Marcello Meli (a cura di), Vǫluspá. Un'apocalisse norrena, 3ª ed., Roma, Carocci, 2014, ISBN 978-8843044405.
- (IT, NON) Piergiuseppe Scardigli e Marcello Meli (a cura di), Il canzoniere eddico, 2ª ed., Milano, Garzanti, 2009, ISBN 978-8811366423.

### Testi in altre lingue
- (EN) Haraldur Bernharðsson, Old Icelandic "ragnarök" and "ragnarökkr" (PDF), in Alan J. Nussbaum (a cura di), Verba Docenti. Studies in historical and Indo-European linguistics, Ann Arbor/New York, Beech Stave Press, 2007,  pp. 25-38, ISBN 0-9747927-3-X. URL consultato il 24 dicembre 2021 (archiviato dall'url originale il 24 dicembre 2021).
- (EN) Guus Kroonen, Etymological Dictionary of Proto-Germanic, Leiden/Boston, Brill Academic Publishers, 2013, ISBN 978-9004183407.
- (EN) Albert Morey Sturtevant, A Study of the Old Norse word "Regin" (PDF), in The Journal of English and Germanic Philology, vol. 15, n. 2, aprile 1916,  pp. 251-266, ISSN 0363-6941 (WC · ACNP).
- (DE) Karl Müllenhoff, Um Ragnaröckr, in Zeitschrift für deutsches Alterthum, vol. 16, n. 1, 1873,  pp. 146-148.
- (EN) Vladimir E. Orel, A Handbook of Germanic Etymology (PDF), Leiden/Boston, Brill Academic Publishers, 2003, ISBN 9004128751.
- (EN) Rudolf Simek, A Dictionary of Northern Mythology, traduzione di Angela Hall, 2ª ed., Woodbridge, Boydell & Brewer, 1996, ISBN 0859915131.
- (EN) E.O.G. Turville-Petre, Myth and Religion of the North. The Religion of Ancient Scandinavia, London, Weidenfeld & Nicolson, 1964, ISBN non esistente.